# Liste des artistes pour le Château Mouton Rothschild
Chaque année, depuis 1924, le Château Mouton Rothschild demande à un artiste célèbre d'illustrer l'étiquette de son grand cru. Ces derniers ne sont pas rémunérés, mais reçoivent du vin de deux millésimes différents, dont celui qu'ils illustrent.
Voici la liste exhaustive depuis 1924 :
| Millésime | Artiste                                           |
| --------- | ------------------------------------------------- |
| 1924      | Jean Carlu                                        |
| 1945      | Philippe Jullian                                  |
| 1946      | Jean Hugo                                         |
| 1947      | Jean Cocteau                                      |
| 1948      | Marie Laurencin                                   |
| 1949      | André Dignimont                                   |
| 1950      | Georges Arnulf                                    |
| 1951      | Marcel Vertès                                     |
| 1952      | Léonor Fini                                       |
| 1953      | Année du Centenaire*                              |
| 1954      | Jean Carzou                                       |
| 1955      | Georges Braque                                    |
| 1956      | Pavel Tchelitchev                                 |
| 1957      | André Masson                                      |
| 1958      | Salvador Dalí                                     |
| 1959      | Richard Lippold                                   |
| 1960      | Jacques Villon                                    |
| 1961      | Georges Mathieu                                   |
| 1962      | Matta                                             |
| 1963      | Bernard Dufour                                    |
| 1964      | Henry Moore                                       |
| 1965      | Dorothea Tanning                                  |
| 1966      | Pierre Alechinsky                                 |
| 1967      | César                                             |
| 1968      | Bona                                              |
| 1969      | Joan Miró                                         |
| 1970      | Marc Chagall                                      |
| 1971      | Wassily Kandinsky                                 |
| 1972      | Serge Poliakoff                                   |
| 1973      | Pablo Picasso                                     |
| 1974      | Robert Motherwell                                 |
| 1975      | Andy Warhol                                       |
| 1976      | Pierre Soulages                                   |
| 1977      | Hommage à Sa Majesté la Reine Mère d'Angleterre * |
| 1978      | Jean-Paul Riopelle*                               |
| 1979      | Hisao Domoto                                      |
| 1980      | Hans Hartung                                      |
| 1981      | Arman                                             |
| 1982      | John Huston                                       |
| 1983      | Saul Steinberg                                    |
| 1984      | Agam                                              |
| 1985      | Paul Delvaux                                      |
| 1986      | Bernard Séjourné                                  |
| 1987      | Hans Erni                                         |
| 1988      | Keith Haring                                      |
| 1989      | Georg Baselitz                                    |
| 1990      | Francis Bacon                                     |
| 1991      | Setsuko                                           |
| 1992      | Per Kirkeby                                       |
| 1993      | Balthus *                                         |
| 1994      | Karel Appel                                       |
| 1995      | Antoni Tàpies                                     |
| 1996      | Gu Gan                                            |
| 1997      | Niki de Saint Phalle                              |
| 1998      | Rufino Tamayo                                     |
| 1999      | Raymond Savignac                                  |
| 2000      | Le petit bélier d'Augsburg *                      |
| 2001      | Robert Wilson                                     |
| 2002      | Ilya Kabakov                                      |
| 2003      | Hommage à un cent cinquantenaire*                 |
| 2004      | Prince Charles                                    |
| 2005      | Giuseppe Penone                                   |
| 2006      | Lucian Freud                                      |
| 2007      | Bernar Venet                                      |
| 2008      | Xu Lei                                            |
| 2009      | Anish Kapoor                                      |
| 2010      | Jeff Koons                                        |
| 2011      | Guy de Rougemont                                  |
| 2012      | Miquel Barceló                                    |
| 2013      | Lee Ufan                                          |
| 2014      | David Hockney                                     |
| 2015      | Gerhard Richter                                   |
| 2016      | William Kentridge                                 |
| 2017      | Annette Messager                                  |
| 2018      | Xu Bing                                           |
| 2019      | Olafur Eliasson                                   |
| 2020      | Peter Doig                                        |
| 2021      | Chiharu Shiota                                    |
| 2022      |                                                   |
| 2023      |                                                   |